# كيلوغ كيسي
كيلوغ كيسي (بالإنجليزية: Kellogg Casey)‏ هو لاعب رماية أمريكي، ولد في 17 سبتمبر 1877 في نيويورك في الولايات المتحدة، وتوفي في 28 أكتوبر 1938 في ويلمنغتون في الولايات المتحدة.

## وصلات خارجية
- كيلوغ كيسي على موقع أوليمبيديا (الإنجليزية)